# Cartaxo
Cartaxo là một huyện thuộc tỉnh Santarém, Bồ Đào Nha. Huyện này có diện tích 157 km², dân số thời điểm năm 2001 là 23389 người.